# Bahoruco (província)
Bahoruco ou Baoruco é uma província da República Dominicana. Sua capital é a cidade de Neiba.
No início, a província incluía o território da atual província Independência.

## Geografia
Bahoruco faz divisa com as províncias de San Juan ao norte, Azua e Barahona a oeste e Independência a leste. 
Toda a parte norte da província está ocupada pela Serra de Neiba.
O principal rio é o Yaque del Sur, que serve como limite ocidental da província. A parte norte do Lago Enriquillo localiza-se na província. 

## Municípios
- Galván
- Los Ríos
- Neiba
- Tamayo
- Villa Jaragua

## Economia
A principal atividade é a agricultura, sendo os principais produtos banana, uva e café.

## Turismo
O principal atrativo turístico da província é o Lago Enriquillo. 